# (9115) Battisti
(9115) Battisti (1997 DG) – planetoida z grupy pasa głównego asteroid okrążająca Słońce w ciągu 3,71 lat w średniej odległości 2,4 j.a. Odkryta 27 lutego 1997 roku.